# Roberto Triulzi
Roberto Triulzi (* 3. Juni 1965 in Samedan) ist ein ehemaliger schweizerisch-italienischer Eishockeyspieler.

## Karriere
Bekannt wurde er insbesondere als Spieler des SC Bern, mit dem er 1989, 1991, 1992 und 1997 den Schweizer Meistertitel gewann. Er fungierte von 1991 bis 1994 als Assistenzcaptain bei den Stadtbernern, bevor er die Mutzen für die Saison 1996/97 als Mannschaftscaptain anführte. Zuvor hatte er bereits 1986 und 1987 mit dem HC Lugano die Schweizer Meisterschaft gewonnen. Seine Karriere, welche er beim EHC St. Moritz begonnen hatte, beendete er 2000 beim EHC Biel.
Für die Schweizer Eishockeynationalmannschaft spielte Roberto Triulzi bei den B-Weltmeisterschaften 1989, 1990 und 1994 sowie den A-Weltmeisterschaften 1991, 1992, 1993 und 1995. Triulzi absolvierte für die Schweiz 109 Länderspiele, in denen er 21 Tore und 20 Assists erzielte.
Nach seinem Karriereende als Aktiver war Triulzi von 2002 bis 2006 Sportchef beim SC Bern.

## Erfolge und Auszeichnungen
- 1986 Schweizer Meister mit dem HC Lugano
- 1987 Schweizer Meister mit dem HC Lugano
- 1989 Schweizer Meister mit dem SC Bern
- 1991 Schweizer Meister mit dem SC Bern
- 1992 Schweizer Meister mit dem SC Bern
- 1997 Schweizer Meister mit dem SC Bern

## Familie
Sein Neffe Luca Triulzi spielte professionell Eishockey. Seine Brüder Marco und Enrico waren beide für den HC Davos aktiv.